# Европско првенство у атлетици на отвореном 1946 — бацање диска за мушкарце
Такмичење у бацању диска у мушкој конкуренцији на 3. Европском првенству у атлетици 1946. одржано је у суботу 24. августа[[. на Бислет стадиону у Ослу.

## Земље учеснице
Учествовало је 16 такмичара из 11 земаља.
1. Белгија (1)
2. Грчка (1)
3. Исланд (2)
4. Италија (2)
5. Југославија (1)
6. Лихтенштајн (1)
7. Норвешка (2)
8. Финска (1)
9. Француска (2)
10. Чехословачка (1)
11. Шведска (2)

## Рекорди
| Рекорди пре почетка Европског првенства 1946. | Рекорди пре почетка Европског првенства 1946. | Рекорди пре почетка Европског првенства 1946. | Рекорди пре почетка Европског првенства 1946. | Рекорди пре почетка Европског првенства 1946. |
| --------------------------------------------- | --------------------------------------------- | --------------------------------------------- | --------------------------------------------- | --------------------------------------------- |
| Светски рекорд                                | Роберт Фич САД                                | 54,96                                         | Минеаполис, САД                               | 8. јун 1946.                                  |
| Европски рекорд                               | Адолфо Консолини Италија                      | 54,23                                         | Милано, Италија                               | 14. април 1946.                               |
| Рекорди европских првенстава                  | Харалд Андерсон Шведска                       | 50,38                                         | Торино, Италија                               | 8. септембар 1934.                            |
| Рекорди пре почетка Европског првенства 1946. |                                               |                                               |                                               |                                               |
| Рекорди европских првенстава                  | Адолфо Консолини Италија                      | 52,29                                         | Осло, Норвешка                                | 24. август 1946.                              |

.

## Освајачи медаља
|                          |                     |                      |
| Адолфо Колсолини Италија | Ђузепе Този Италија | Вејко Никвист Финска |

## Резултати
Такмичење се сатојало од квалификација у којим се 16 бацања диска такмичило за првих 8 места и пласман у финале (КВ). Квалификације и финале одржани су истог дана.

### Квалификације
| Пласман | Такмичар         | Држава       | Време | Белешке |
| ------- | ---------------- | ------------ | ----- | ------- |
| 1.      | Адолфо Колсолини | Италија      | 53,29 | КВ, РЕП |
| 2.      | Ђузепе Този      | Италија      | 59,93 | КВ      |
| 3.      | Николас Силас    | Грчка        | 47,67 | КВ      |
| 4.      | Вејко Никвист    | Финска       | 46,98 | КВ      |
| 5.      | Бенгт Викнер     | Шведска      | 46,96 | КВ, ЛР  |
| 6.      | Ерик Вестлин     | Шведска      | 46,47 | КВ, ЛР  |
| 7.      | Стејн Јонсон     | Норвешка     | 45,61 | КВ      |
| 8.      | Рејмонд Тисо     | Француска    | 44,90 | КВ      |
| 9.      | Рене Bazennerie  | Француска    | 44,72 |         |
| 10.     | Данило Жерјал    | Југославија  | 44,31 |         |
| 11.     | Јарослав Кнотек  | Чехословачка | 44,23 |         |
| 12.     | Johan Nordby     | Норвешка     | 43,33 |         |
| 13.     | Јон Олафсон      | Исланд       | 42,40 |         |
| 14.     | Gunnar Huseby    | Исланд       | 41,74 |         |
| 15.     | Роже Верас       | Белгија      | 40,88 |         |
| 16.     | Оскар Оспелт     | Лихтенштајн  | 38,35 | ЛР      |

### Финале
| Пласман | Такмичар         | Држава    | Време | Белешке |
| ------- | ---------------- | --------- | ----- | ------- |
|         | Адолфо Колсолини | Италија   | 53,23 |         |
|         | Ђузепе Този      | Италија   | 50,39 |         |
|         | Вејко Никвист    | Финска    | 48,14 | ЛР      |
| 4.      | Николас Силас    | Грчка     | 47,96 | ЛР      |
| 5.      | Стејн Јонсон     | Норвешка  | 46,77 |         |
| 6.      | Ерик Вестлин     | Шведска   | 45,65 |         |
| 7.      | Бенгт Викнер     | Шведска   | 44,57 |         |
| 8.      | Рејмонд Тисо     | Француска | 44,11 |         |

## Укупни биланс медаља у бацању диска за мушкарце после 3. Европског првенства 1934—1946.
|    | Земља      |   |   |   |   |
| -- | ---------- | - | - | - | - |
| 1. | Италија    | 1 | 2 | 0 | 3 |
| 1. | Шведска    | 1 | 0 | 1 | 2 |
| 3. | Немачка    | 1 | 0 | 0 | 1 |
| 4. | Француска  | 0 | 1 | 0 | 1 |
| 5. | Грчка      | 0 | 0 | 1 | 1 |
| 5. | Мађарска   | 0 | 0 | 1 | 1 |
|    | Укупно {5} | 3 | 3 | 3 | 6 |

|                                       | Атлетичар                             | Земља                                 |                                       |                                       |                                       |                                       |
| Није био вишеструких освајача медаља. | Није био вишеструких освајача медаља. | Није био вишеструких освајача медаља. | Није био вишеструких освајача медаља. | Није био вишеструких освајача медаља. | Није био вишеструких освајача медаља. | Није био вишеструких освајача медаља. |
| ------------------------------------- | ------------------------------------- | ------------------------------------- | ------------------------------------- | ------------------------------------- | ------------------------------------- | ------------------------------------- |